# Brives-sur-Charente
Brives-sur-Charente település Franciaországban, Charente-Maritime megyében. Lakosainak száma 219 fő (2022. január 1.). Brives-sur-Charente Chérac, Montils, Pérignac és Salignac-sur-Charente községekkel határos.

## Népesség
A település népességének változása:
| Lakosok száma | 198  | 208  | 176  | 223  | 253  | 249  | 233  | 232  | 231  | 219  |
|               | 1968 | 1982 | 1990 | 2006 | 2013 | 2015 | 2017 | 2019 | 2020 | 2022 |